# Sean Farrell
Sean Farrell (né le 2 novembre 2001, à Hopkinton au Massachusetts, États-Unis) est un joueur américain de hockey sur glace. Il évolue au poste d’ailier gauche pour les Canadiens de Montréal.

## Biographie
Durant la saison 2020-2021, Farrell marque 29 buts et 72 aides en 53 matchs pour le Steel de Chicago. Il devient alors le second joueur dans l’histoire de la USHL à dépasser le cap des 100 points en une saison, après Kevin Roy en 2012.
En 2022, il participe aux Jeux olympiques et au championnat du monde avec l'équipe américaine. Le 26 mars 2023, il signe un contrat d'entrée de trois ans dans la LNH avec les Canadiens de Montréal. Il joue son premier match deux jours plus tard contre les Flyers de Philadelphie. Il marque son premier but dans la LNH à son premier tir contre les Panthers de la Floride, le 30 mars 2023.

## Statistiques

### En club
| Saison    | Équipe                                 | Ligue |    | Saison régulière | Saison régulière | Saison régulière | Saison régulière | Saison régulière |   | Séries éliminatoires | Séries éliminatoires | Séries éliminatoires | Séries éliminatoires | Séries éliminatoires |
| Saison    | Équipe                                 | Ligue | PJ | B                | A                | Pts              | Pun              | PJ               | B | A                    | Pts                  | Pun                  |                      |                      |
| 2017-2018 | U.S. National Team Development Program | USHL  | 34 | 5                | 15               | 20               | 2                | -                | - | -                    | -                    | -                    |                      |                      |
| 2018-2019 | U.S. National Team Development Program | USHL  | 28 | 8                | 11               | 19               | 0                | -                | - | -                    | -                    | -                    |                      |                      |
| 2019-2020 | Steel de Chicago                       | USHL  | 44 | 15               | 41               | 56               | 28               | -                | - | -                    | -                    | -                    |                      |                      |
| 2020-2021 | Steel de Chicago                       | USHL  | 53 | 29               | 72               | 101              | 54               | 8                | 2 | 8                    | 10                   | 2                    |                      |                      |
| 2021-2022 | Crimson d'Harvard                      | ECAC  | 24 | 10               | 18               | 28               | 11               | -                | - | -                    | -                    | -                    |                      |                      |
| 2022-2023 | Crimson d'Harvard                      | ECAC  | 34 | 20               | 33               | 53               | 12               | -                | - | -                    | -                    | -                    |                      |                      |
| 2022-2023 | Canadiens de Montréal                  | LNH   | 6  | 1                | 0                | 1                | 0                | -                | - | -                    | -                    | -                    |                      |                      |
| 2023-2024 | Rocket de Laval                        | LAH   | 47 | 9                | 19               | 28               | 10               | -                | - | -                    | -                    | -                    |                      |                      |
| 2024-2025 | Rocket de Laval                        | LAH   | 67 | 20               | 24               | 44               | 10               | 13               | 3 | 7                    | 10                   | 6                    |                      |                      |

### En équipe nationale
| Année | Équipe         | Compétition                      |    | PJ | B | A | Pts | Pun | +/-                |  | Résultat |
| 2019  | États-Unis U18 | Championnat du monde moins de 18 | 7  | 0  | 2 | 2 | 0   | +1  | Médaille de bronze |  |          |
| 2022  | États-Unis     | Jeux olympiques                  | 4  | 3  | 3 | 6 | 0   | +4  | 5e place           |  |          |
| 2022  | États-Unis     | Championnat du monde             | 10 | 2  | 4 | 6 | 4   | +2  | 4e place           |  |          |
| 2023  | États-Unis     | Championnat du monde             | 10 | 1  | 1 | 2 | 2   | 0   | 4e place           |  |          |

## Trophées et honneurs personnels

### USHL
- 2020-2021 : nommé «meilleur joueur» de la USHL[6]

### ECAC
- 2022-2023 : 
  - nommé «meilleur joueur» de la ECAC[7]
  - nommé dans la première équipe d'étoiles de la ECAC[8]